# 十字形黄耆
十字形黄耆（学名：Astragalus cruciatus）为豆科黄芪属的植物。分布在阿富汗、伊朗、俄罗斯以及中国大陆的西藏等地。